# Greip (měsíc)
Greip (vyslovováno /ˈɡreɪp/) je malý měsíc planety Saturn. Jeho objev byl oznámen 26. června 2006 vědeckým týmem, jehož členy jsou Scott S. Sheppard, David C. Jewitt, Jan Kleyna a Brian G. Marsden. Nalezen byl během pozorování provedených mezi 5. lednem a 1. květnem 2006. Po svém objevu dostal dočasné označení S/2006 S 4. V září 2007 byl nazván Greip, po obryni z norské mytologie. Dalším jeho názvem je Saturn LI.
Greip patří do skupiny Saturnových měsíců nazvaných Norové.

## Vzhled měsíce
Předpokládá se, že průměr měsíce Greip je přibližně 6 kilometrů (odvozeno z jeho albeda).

## Oběžná dráha
Greip obíhá Saturn po retrográdní dráze v průměrné vzdálenosti 18 milionů kilometrů. Oběžná doba je 906,6 dní.